# Anthony Henry (Leichtathlet)
Anthony Henry (* 9. Januar 1967) ist ein ehemaliger antiguanischer Sprinter.
Er trat bei den Olympischen Sommerspielen 1984 über 100 m an. Zudem bildete er mit Lester Benjamin, Alfred Browne und Larry Miller die antiguanische Staffel über 4 × 100 m.